# Chloraea fonkii
Chloraea fonkii är en orkidéart som beskrevs av Rodolfo Amando Philippi. Chloraea fonkii ingår i släktet Chloraea och familjen orkidéer. Inga underarter finns listade i Catalogue of Life.